# Volat V2
МЗКТ-690003 Volat V-2 (бел. Волат «могучий человек, великан») — белорусский полноприводный бронетранспортёр с колёсной формулой 8×8.

## История
Белорусские конструкторы параллельно с разработкой процесса модернизации имеющихся БТР-70 задумывались и о создании собственного бронетранспортёра в содружестве с Российской Федерацией. Такие работы проводились на Минском заводе колёсных тягачей в инициативном порядке в период с 2008 по 2010 год. Машина даже получила индекс МЗКТ-590100 «Умка». Шасси должно было иметь колёсную формулу 8Х8 и оснащаться электротрансмиссией. Для бронекорпуса предполагалось применять самые современные, в том числе композитные, материалы. Круговой обзор экипажу должны были обеспечить самые передовые оптико- и радиоэлектронные средства наблюдения. В конструкцию планировалось заложить и возможность дистанционного управления движением и огнём. Башню и вооружение предполагалось закупать за рубежом, в том числе в странах дальнего зарубежья. Состоялись предварительные переговоры с потенциальными партнёрами, было получено их принципиальное согласие на участие в проекте. В середине 2010 года состоялись предварительные переговоры с потенциальными партнёрами. Однако в последующем, на стадии заключения договоров на проведение НИОКР и открытия по ним госфинансирования, работа по созданию КБМ застопорилась. Направленные руководством Минского завода колёсных тягачей в адрес Государственного военно-промышленного комитета письма с предложениями о разработке специальной государственной программы по созданию производства семейства бронированных колёсных машин так и остались без ответа. В этот период времени в Арзамасе проходили испытания машины БТР-82 и БТР-82А, уже оснащавшиеся ДУБМ, причём на БТР-82А с 30-мм пушкой.
Проект «Умка» не получил поддержки и средств ни Министерства обороны, ни Государственного военно-промышленного комитета. Отсутствие финансирования вынудило МЗКТ свернуть работы, распалась и инициативная группа разработчиков.
В июне 2021 года стало известно, что Минский завод колёсных тягачей разработал первый отечественный бронетранспортёр с колесной формулой 8х8. В заявлении пресс-службы Госкомвоенпрома от 8-го числа говорится:
В белорусском изделии предусмотрено максимальное использование отечественных комплектующих. В созданной бронированной технике конструкторы постарались учесть все новейшие требования, предъявляемые к современным боевым бронированным машинам. Созданная бронетехника способна решать широкий спектр боевых задач – осуществлять оперативную переброску личного состава к местам боевых действий и проведения спецопераций, обеспечивать огневую поддержку личного состава в бою, его защиту от стрелкового оружия, поражающих факторов взрывных устройств и оружия массового поражения, уничтожать открыто расположенную и укрытую живую силу противника, его противотанковые средства, легкобронированную технику и танки, а также малоскоростные воздушные цели противника.
Впервые машина была продемонстрирована публике 23 июня года на выставке MILEX-2021. На площадку к «Минск-Арене» Volat V2 доставили ещё 21-го, но все это время он был тщательно скрыт маскировочным чехлом. В перспективе броневик должен заменить находящиеся на вооружении белорусской армии боевые машины ещё советского производства (БМП-1, БМП-2, БТР-70, БТР-80). Боевую машину внутри и снаружи осмотрел премьер-министр Белоруссии Роман Головченко. С его слов, V2 соответствует всем современным образцам по внутреннему оснащению тактико-техническим характеристикам и даже может стать основным средством подвижности белорусских военных. Как заявил Головченко, главной задачей после выставки станет доработка бронетранспортёра. Также начнутся испытания машины.

## Описание
Машина оборудована водомётными движителями, обеспечивающими доставку войск с десантных кораблей на сушу, форсирование рек и других водных преград. БТР способен развивать скорость до 110 км/ч на асфальтобетонном покрытии и максимальную скорость на плаву до 10 км/ч. Он оснащается дизельным рядным шестицилиндровым двигателем WP13.550 мощностью 550 л. с. Двигатель работает в паре с гидромеханической шестиступенчатой коробкой передач производства МЗКТ. Для обеспечения высокой проходимости на БТР установлена двухскоростная раздаточная коробка с главным блокируемым дифференциалом, а также ведущие мосты с межколесными и межосевыми дифференциалами с принудительной блокировкой. Подвеска — независимая, однорычажная, гидропневматическая. Установлены колёса с бескамерными шинами размерностью 14.00R20 и ограничители радиальной деформации (Run-Flat), обеспечивающие движение на спущенных шинах (при их повреждении) по твердым дорогам со скоростью до 20 км/ч. Дополнительно предусмотрена центральная автоматическая система регулирования давления воздуха в шинах, управляется с места механика-водителя. Тормоза дисковые, колодочного типа с фиксированной скобой. БТР рассчитан на эксплуатацию при температуре окружающего воздуха от –40 °С до +40 °С. Это обеспечивается установкой усиленной системы охлаждения двигателя, гидромеханической передачи и отдельной системой охлаждения раздаточной коробки. Для питания двигателя воздухом на плаву бронетранспортер оснащен телескопическим воздухозаборником. Демонтаж агрегата со всеми системами можно производить без слива рабочих жидкостей.
Корпус БТР состоит из моторно-трансмиссионного отсека, отсеков систем и отсека обитания. Отсек обитания состоит из трех отделений: управления, боевого и десанта. В отделении управления расположены органы управления, панель приборов, сиденье механика-водителя, регулируемое по высоте и продольному положению, с откидываемой спинкой, с пятиточечными ремнями безопасности; люк механика-водителя со штатными съемными перископическими приборами наблюдения, с возможностью замены переднего прибора на прибор наблюдения при движении по воде. Боевое отделение обеспечивает установку штатного боевого модуля БМП-2 и вооружения (30-мм автоматическая пушка 2А42 с двухленточным питанием, пулемёт ПКТ 7,62-мм, спаренный с пушкой, пусковая установка противотанковых управляемых ракет). Имеется также вариация с модулем АДУНОК-БМ30. Кроме этого, есть баллистическая защита Бр4 и противоминная защита STANAG 4569 level 2a/2b. Десантное отделение расположено в задней части машины, вмещает восемь человек. Откидывающаяся аппарель в задней части БТР позволяет десантироваться как на стоянке, так и в движении.
Также предусмотрена дизель-генераторная установка — для засады без использования двигателя и для частичной боеспособности при отказе или повреждении основного мотора. Установлена электрическая лебедка самовытаскивания с тяговым усилием 10 т, а с использованием полиспаста — 20 т. Есть и фильтровентиляционная установка для защиты всех, кто внутри, от наружной пыли, радиоактивных и отравляющих веществ и бактериальных средств. Во время движения по воде могут пригодиться система индикации воды в корпусе и два водооткачивающих насоса. Для дополнительной маскировки машины на поле боя на башне предусмотрели систему постановки аэрозольной завесы типа «Туча».

## Модификации
МЗКТ-690003-010 - модель с штатным боевым модулем БМП-2.
МЗКТ- 690003 - модель с модифицированным боевым модулем от БМП-2. Также возможна установка дистанционно-управляемого боевого модуля АДУНОК-БМ30.
МЗКТ-690003-021 - модель с дистанционно-управляемым боевым модулем АДУНОК-БМ30.2

## Галерея

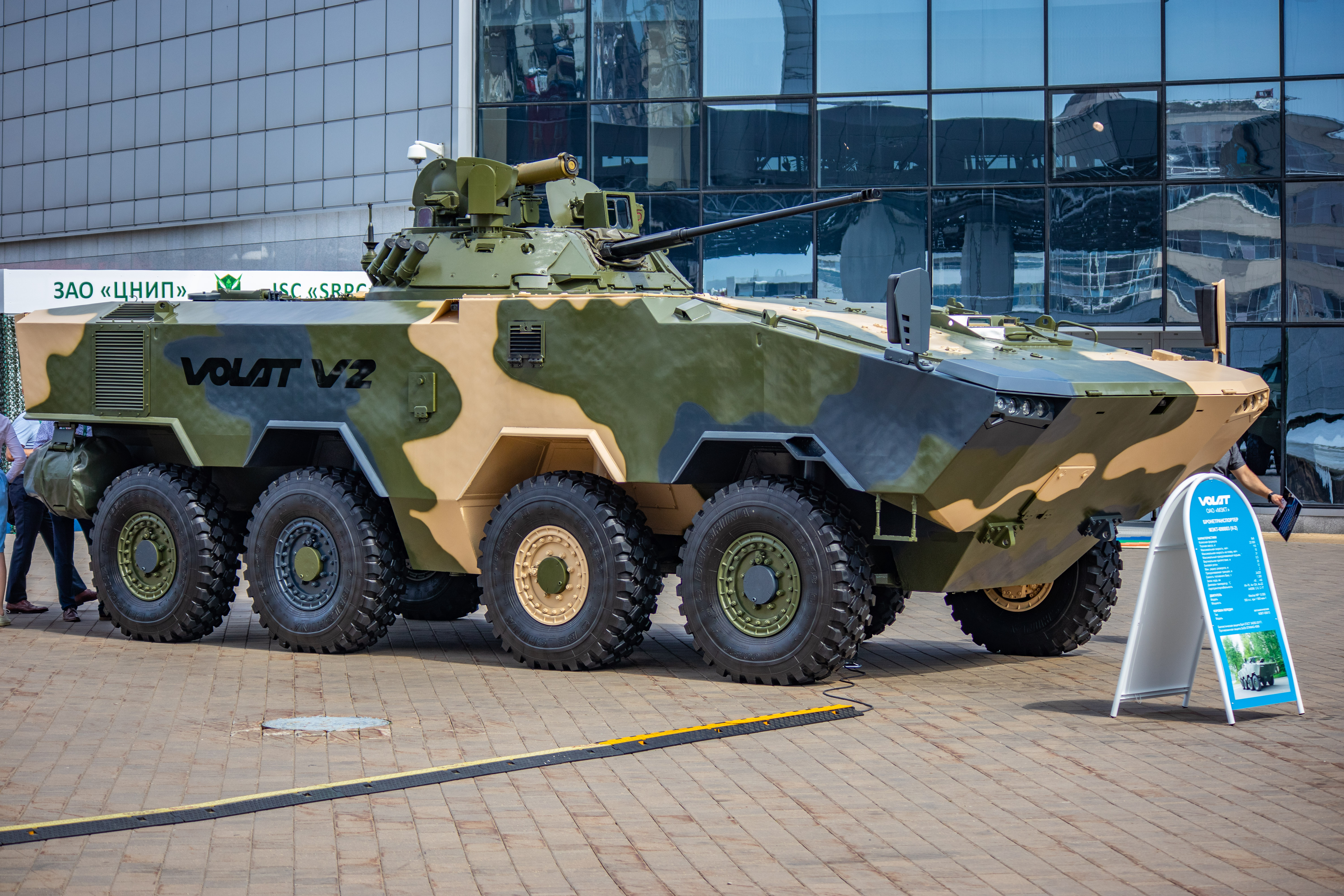
Volat V2 на выставке Milex-2021.
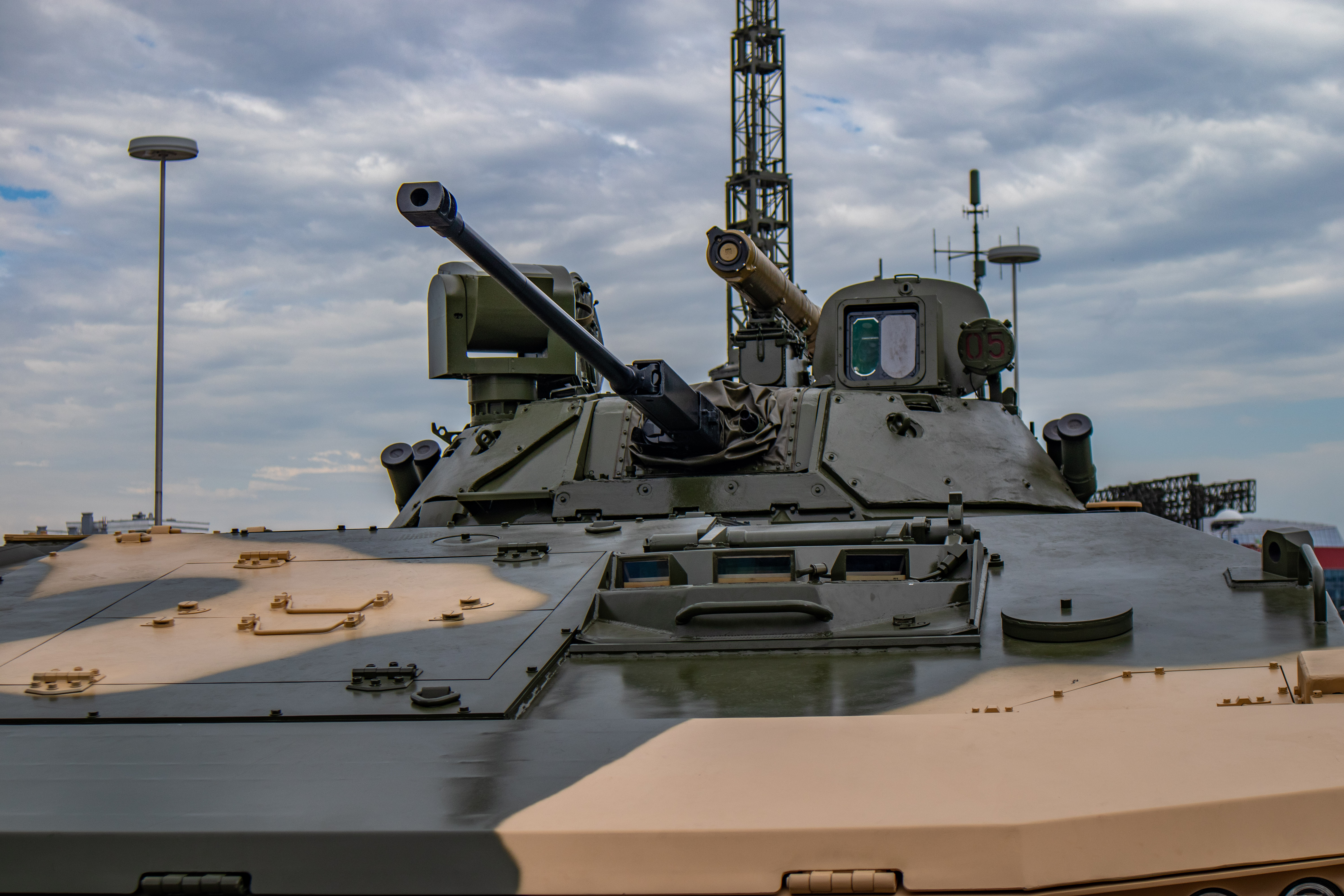
МЗКТ- 690003 с модифицированным боевым модулем от БМП-2
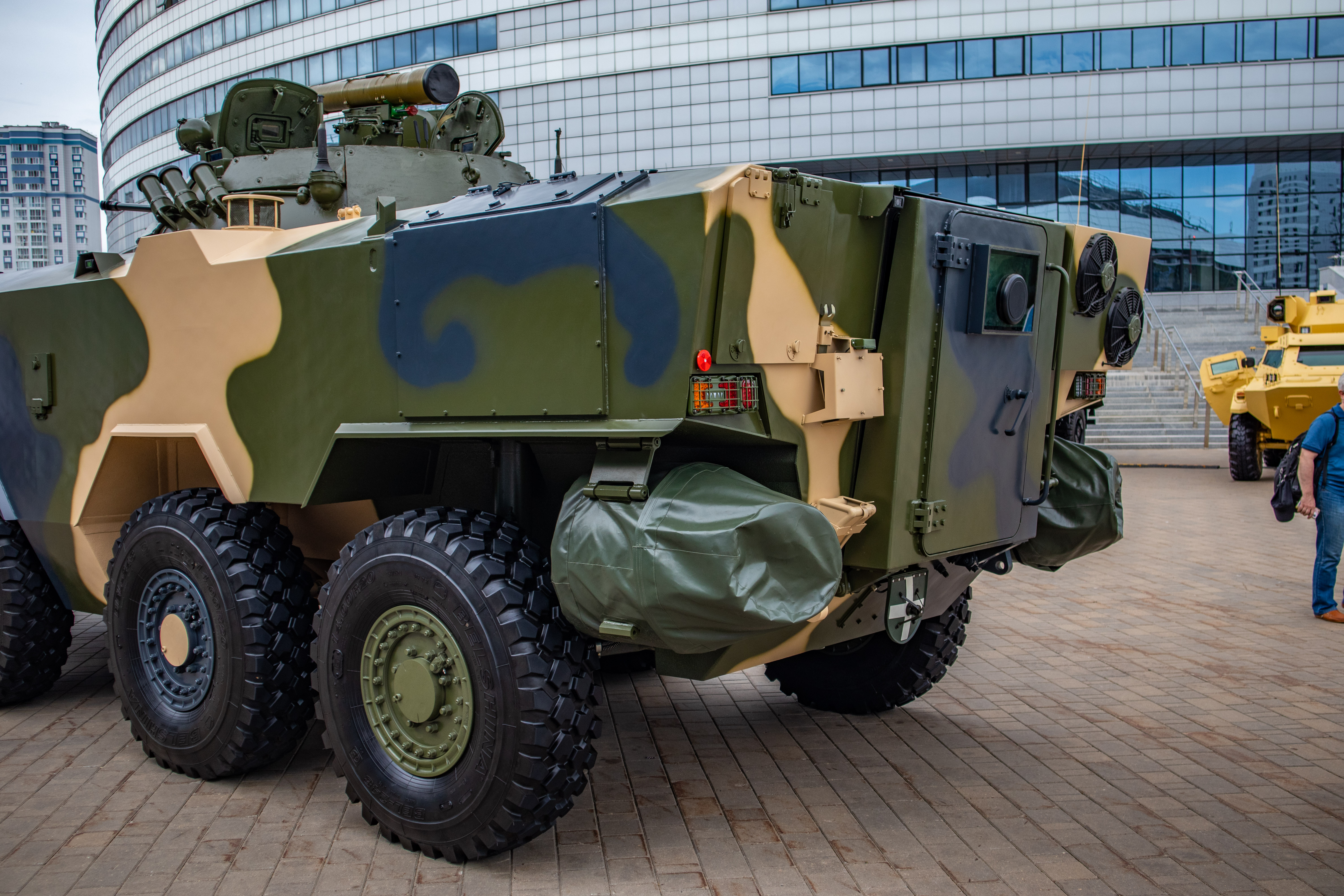
Задняя часть машины. Водомётные движители завешены.